# Вильнер, Арье
Арье Вильнер (также — Юрек; настоящее имя Исраэль Хаим Вильнер; ноябрь 1917, Варшава — 8 мая 1943, Варшава, Генерал-губернаторство или Варшавское гетто, Генерал-губернаторство) — один из участников восстания в Варшавском гетто, член Еврейской боевой организации, участник еврейского сопротивления во время Второй мировой войны.

## Биография
Родился в ноябре 1917 года в еврейской семье Якова и Дины Вильнер. Его отец был владельцем фабрики.
В 1930-х годах вступил в молодёжную сионистскую организации Ха-шомер ха-цаир. После оккупации немецкими войсками Польши в 1939 году Вильнер переехал в Вильно (Литовская Республика). В 1941 году после оккупации Литвы немецкими войсками Вильнер возвращается в Варшаву, чтобы предупредить о массовых убийствах евреев в Литве.
После начала выселения еврейского населения в гетто в 1942 году стал одним из основателей Еврейской боевой организации (как представитель Ха-шомер ха-цаир.). Так как Вильнер обладал более «польской» внешностью, он стал представителем организации вне гетто.
В 1942 году находился в Кракове и Ченстохове для организации там еврейской самообороны.
В марте 1943 года немцы провели обыск в квартире Вильнера в Варшаве и арестовали его как члена польского подполья. Затем они выяснили его еврейское происхождение и отправили Вильнера в лагерь в Рембертове, откуда был спасен Хенриком Грабовским. После многочисленных пыток больше не мог представлять боевую организацию на немецкой стороне, его заменил Ицхак Цукерман.
8 мая 1943 года участвовал в обороне штаба Еврейской боевой организации. После того, как немцы пустили в здание слезоточивый газ, чтоб заставить повстанцев покинуть помещение, покончил жизнь самоубийством. По воспоминаниям выживших участников восстания, именно Вильнер призвал своих товарищей покончить жизнь самоубийством, что и сделали многие повстанцы.
19 апреля 1945 года посмертно награждён крестом Virtuti Militari V степени.